# Mykene

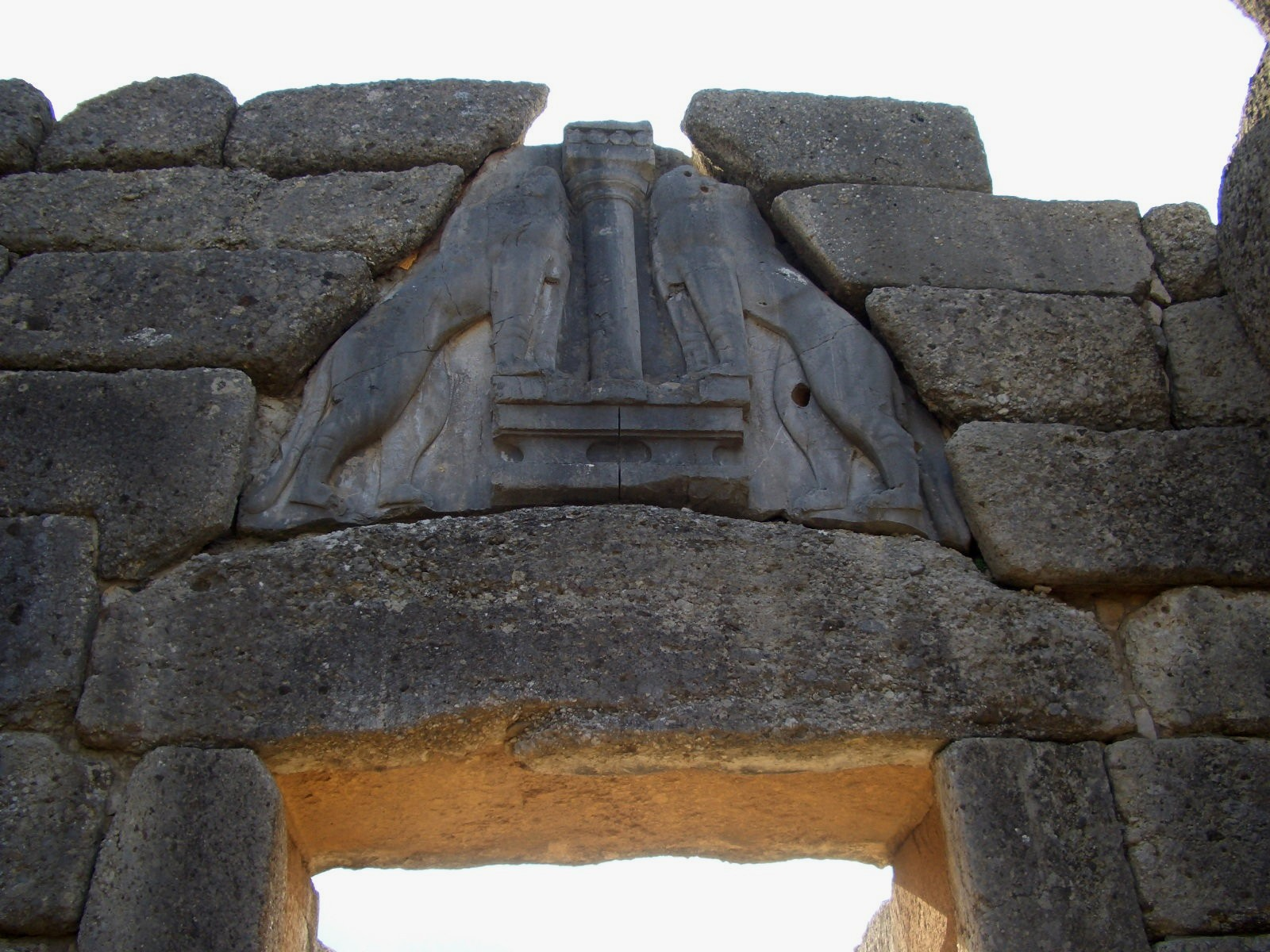
Lejonporten i Mykene. Portöverstycket är 4½ m långt, 2 m brett och 1 m högt.

Mykene är en arkeologisk fyndort i Grekland, belägen 11 kilometer norr om Argos.
Den mykenska konsten blomstrade mellan cirka 1500- och 1000-talet f.Kr. I Mykenes utgrävda borganläggning återfinns bland annat den så kallade Lejonporten från cirka 1250 f.Kr. Andra lämningar är Aigisthos grav (cirka 1500 f.Kr.) och den välbevarade Atreus skattkammare (1300-talet f.Kr.).
1999 blev arkeologiska platser i Mykene och Tiryns uppsatta på Unescos världsarvslista.

## Turism
I dag är Mykene ett populärt turistmål några få timmars körning från Aten. Platsen är välbevarad, speciellt om man tänker på att det byggdes ett tusen år före monumenten i det klassiska Grekland, och de massiva ruinerna av de cyklopiska murarna och palatsen på akropolisen beundras fortfarande av de besökande.